# اودوگالپیتیه کوپایاما
اودوگالپیتیه کوپایاما (به لاتین: Udugalpitiye Kuppayama) یک منطقهٔ مسکونی در سری‌لانکا است که در استان مرکزی (سری‌لانکا) واقع شده‌است.